# Alexis Gamboa
Alexis Yohaslin Gamboa Rojas (Guápiles, Limón, 20 de marzo de 1999), es un futbolista costarricense que juega como defensa en la Liga Deportiva Alajuelense de la Primera División de Costa Rica.

## Trayectoria

### Santos de Guápiles
Gamboa debutó en Primera División con el Santos de Guápiles el 9 de septiembre de 2017, en un partido que enfrentó a Carmelita en el Estadio "Coyella" Fonseca. Jugó en la totalidad de los minutos con la dorsal «6» y el marcador acabó empatado a un gol.
Convirtió su primer gol en la máxima categoría el 29 de abril de 2018, por la segunda fecha de la cuadrangular del Torneo de Clausura sobre Alajuelense, que definió el triunfo por 1-0 en el último minuto. Al día siguiente se confirmó que el Santos vendió al jugador al Waasland-Beveren de Bélgica.

### Waasland-Beveren
El 9 de mayo de 2018, Alexis fue presentado como nuevo futbolista del Waasland-Beveren de la Primera División de Bélgica, equipo al que firmó por cuatro temporadas.
Debutó en su primer partido oficial el 25 de septiembre de 2018, siendo titular por 45 minutos en la derrota de su equipo por 1-2 contra el Mandel United, en la sexta ronda de la Copa de Bélgica. Se estrenó en liga el 10 de marzo de 2019 y completó la totalidad de los minutos en la igualdad 1-1 frente al Zulte Waregem.
El 15 de mayo de 2020, su equipo quedó de último lugar de la temporada por lo que perdió la categoría.

### L. D. Alajuelense
El 1 de febrero de 2021, Alexis fue presentado como nuevo futbolista de Liga Deportiva Alajuelense de la Primera División de Costa Rica por un préstamo por 6 meses, con opción a compra.  La LDA hizo efectiva la opción de compra y se firmó contrato hasta el 31/12/2024.

## Selección nacional

### Categorías inferiores
El 29 de noviembre de 2017, Gamboa entró en la lista oficial de dieciocho jugadores del entrenador Marcelo Herrera, para enfrentar el torneo de fútbol masculino de los Juegos Centroamericanos, cuya sede fue en Managua, Nicaragua, con el representativo de Costa Rica Sub-21. Debutó en el primer juego del 5 de diciembre contra Panamá en el Estadio Nacional, tras ingresar de cambio al minuto 86' por Eduardo Juárez. El único tanto de su compañero Andy Reyes al 66' marcó la diferencia para el triunfo por 1-0. Para el compromiso de cuatro días después ante El Salvador, el defensa sería titular en la totalidad de los minutos mientras que el resultado se consumió empatado sin goles. Los costarricenses avanzaron a la etapa eliminatoria de la triangular siendo líderes con cuatro puntos. El 11 de diciembre se quedó en el banco de suplentes en la victoria de su país 1-0 —anotación de Esteban Espinoza— sobre el anfitrión Nicaragua, esto por las semifinales del torneo. La única derrota de su grupo se dio el 13 de diciembre, por la final frente a Honduras (1-0), quedándose con la medalla de plata de la competencia.
El 22 de octubre de 2018, el defensa fue seleccionado por Breansse Camacho para jugar el Campeonato Sub-20 de la Concacaf. Debutó el 1 de noviembre como titular en la victoria de goleada por 5-0 sobre Bermudas. Su selección completó el grupo E con los triunfos ante Barbados (2-0), Haití (1-0) y Santa Lucía (0-6), anotando en este juego. Con el empate 1-1 contra Honduras y la derrota 4-0 frente a Estados Unidos, el conjunto costarricense quedó eliminado de optar por un cupo al Mundial de Polonia 2019.
El 10 de marzo de 2021, Gamboa fue incluido en la lista final del entrenador Douglas Sequeira, para enfrentar el Preolímpico de Concacaf con la Selección Sub-23 de Costa Rica. El 18 de marzo estuvo en la suplencia frente a Estados Unidos en el Estadio Jalisco, donde se dio la derrota por 1-0. Tres días después debutó en la competencia y completó la totalidad de los minutos ante México en el Estadio Akron, y en esta ocasión vio otra vez la derrota de su conjunto por 3-0. Este resultado dejó fuera a la selección costarricense de optar por un boleto a los Juegos Olímpicos de Tokio. El 24 de marzo repitió su rol de estelar en el triunfo de trámite por 5-0 sobre República Dominicana.

#### Participaciones en juveniles
| Competición                           | Sede           | Resultado      | Partidos | Goles |
| ------------------------------------- | -------------- | -------------- | -------- | ----- |
| Juegos Centroamericanos 2017          | Nicaragua      | Subcampeón     | 3        | 0     |
| Campeonato Sub-20 de la Concacaf 2018 | Estados Unidos | Eliminado      | 6        | 1     |
| Preolímpico de Concacaf de 2020       | México         | Fase de grupos | 2        | 0     |

### Selección absoluta
El 3 de septiembre de 2023, Gamboa fue convocado por el director técnico Claudio Vivas para los partidos amistosos contra Arabia Saudita y Emiratos Árabes Unidos, en sustitución de Juan Pablo Vargas. El 8 de septiembre, Alexis Gamboa debutó con la selección nacional ante Arabia Saudita, ingresando al terreno de juego al minuto 82 por la victoria 1-3. Mientras en el partido contra Emiratos Árabes Unidos se mantuvo en el banco de suplencia.

#### Participaciones internacionales
| Competición                             | Sede     | Resultado        | Partidos | Goles |
| --------------------------------------- | -------- | ---------------- | -------- | ----- |
| Liga de Naciones de la Concacaf 2023-24 | Concacaf | Cuartos de final | 1        | 0     |

## Estadísticas

### Clubes
Actualizado al último partido jugado el 29 de febrero de 2020.
| Santos de Guápiles Costa Rica |               |               |    |   |   |   |   |    |    |   |
| 1.ª | 2017-18       | 26            | 1  | — | — | 0 | 0 | 26 | 1  |   |
| Total club | Total club    | 26            | 1  | — | — | 0 | 0 | 26 | 1  |   |
| Waasland-Beveren Bélgica |               |               |    |   |   |   |   |    |    |   |
| 1.ª | 2018-19       | 6             | 0  | 1 | 0 | — | — | 7  | 0  |   |
| 1.ª | 2019-20       | 5             | 0  | 0 | 0 | — | — | 5  | 0  |   |
| Total club | Total club    | 11            | 0  | 1 | 0 | — | — | 12 | 0  |   |
| Total carrera | Total carrera | Total carrera | 37 | 1 | 1 | 0 | 0 | 0  | 38 | 1 |
| (1) Incluye datos de la Copa de Bélgica (2018-19). (2) Incluye datos de la Liga Concacaf (2017). (3) No incluye goles en partidos amistosos. |               |               |    |   |   |   |   |    |    |   |

## Palmarés

### Títulos nacionales
| Título                       | Equipo            | País       | Año  |
| ---------------------------- | ----------------- | ---------- | ---- |
| Torneo de Copa de Costa Rica | L. D. Alajuelense | Costa Rica | 2023 |
| Recopa de Costa Rica         | L. D. Alajuelense | Costa Rica | 2024 |
| Recopa de Costa Rica         | L. D. Alajuelense | Costa Rica | 2025 |

### Títulos internacionales
| Título                           | Equipo            | Sede     | Año  |
| -------------------------------- | ----------------- | -------- | ---- |
| Liga Concacaf                    | L. D. Alajuelense | Alajuela | 2020 |
| Copa Centroamericana de Concacaf | L. D. Alajuelense | Alajuela | 2023 |
| Copa Centroamericana de Concacaf | L. D. Alajuelense | Alajuela | 2024 |

### Distinciones individuales
| Distinción                                             | Año  |
| ------------------------------------------------------ | ---- |
| Once ideal de la Copa Centroamericana de Concacaf 2024 | 2024 |